# 弘文堂
株式会社弘文堂（こうぶんどう）は、日本の出版社。法律や社会学に関係した書籍で知られている。本社所在地は東京都千代田区神田駿河台一丁目7番地。

## 概要
従来の法学系・社会学系に加え、近年は福祉系や医療系書籍にも力を入れており、社会福祉士や精神保健福祉士の国家試験対策のテキスト・問題集などの出版も行っている。公式サイトによれば、以下の分野・領域の図書刊行にも意欲的だとされる。　
- 社会学、海外事情
- 歴史学、人類学・民俗学、宗教学
- 哲学・思想、精神医学・心理学
- 経済・経営
- 医療・介護・福祉
- 資格試験

## 沿革
- 1897年（明治30年） - 京都で八坂浅次郎（1876-1948）が創業。八坂は京都出身。
- 1917年（大正6年） - 河上肇 の『貧乏物語』を発刊し、ベストセラーとなる。
- 1938年（昭和13年） - 本社を東京に移転。
- 1948年（昭和23年） - アテネ文庫を刊行。同文庫は一冊60～70ページ台が基本で、文化的な内容を扱っていたが、昭和20年代後半に301巻を以て完結。
- 1951年（昭和26年） - 創業者親族を中心とした社内抗争により、未來社と創文社が生まれる。また昭和40年代に「清水弘文堂」で旧著を再版刊行していた。
- 社長は以下の通り。

八坂浅太郎（1950年代）
渡辺昭男（1960年代）（渡邉恒雄読売新聞グループ本社代表取締役主筆の弟）
川口晃玉（1970年代）
鯉淵年祐（1970-90年代）
鯉渕友南（2000年代-現在）（鯉淵年祐の子）
現在は鈴木竹雄『会社法』（1982年、新版1994年）、田中二郎『行政法』に代表される法律書や土居健郎『「甘え」の構造』（1971年）など、数多くのロングセラー、ベストセラーを送り出している。歴史学関連も多く刊行している。

## 出版物
- 土居健郎『「甘え」の構造』、1971（増補普及版2007）
- ジャック・ラカン『エクリ』全3巻、1972-81
- 『和歌森太郎著作集』1980-82
- 「もっと知りたい東南アジア」
- 木村敏『自己・あいだ・時間』1981
- 守屋毅『近世芸能興業史の研究』1985（サントリー学芸賞）
- 井上章一『つくられた桂離宮神話』1986（サントリー学芸賞）
- 吉見俊哉『都市のドラマトゥルギー』1987
- 見田宗介ほか編『社会学事典』1988
- 香原志勢『石となった死』1989（叢書死の文化）（毎日出版文化賞）
- 米本昌平『遺伝管理社会』1989（叢書死の文化）（毎日出版文化賞）
- 山崎聡一郎『こども六法』2019

### 法律学講座双書
有斐閣の法律学全集、青林書院の現代法律学全集、筑摩書房の現代法学全集と並び日本の代表的な法律学の全集の一つ。代表的なものに次のものがある。
- 四宮和夫・能見善久『民法総則 第七版』（2005年）ISBN 4-335-30225-8
- 平井宜雄『債権総論 第二版』（1994年） ISBN 4-335-30050-6
- 平井宜雄『債権各論Ⅱ不法行為』（1992年） ISBN 4-335-30041-7
- 神田秀樹『会社法 第七版 』（2005年）ISBN 4-335-30231-2
- 江頭憲治郎『商取引法 第四版』（2005年）ISBN 4-335-30227-4
- 菅野和夫『労働法 第七版』（2005年）ISBN 4-335-30226-6
- 西田典之『刑法総論』（2006年）ISBN 4-335-30215-0

### 論点講義シリーズ
中堅・若手研究者による図表・チャートの多用と2色刷の法律学のテキスト。代表的なものに次のものがある。
- 弥永真生『会社法 第五版』（2003年）ISBN 4-335-31221-0
- 小林秀之・山本浩美『担保物権法 第三版』（2004年）ISBN 4-335-31222-9
- 小林秀之・齊藤善人『破産法 第三版』（2005年） ISBN 4-335-31224-5
- 小林秀之・原強『民事訴訟法 第三版』（2005年） ISBN 4-335-31223-7

### 伊藤真の試験対策講座シリーズ
伊藤真著・監修の各種試験対策・学習用テキスト。下記のうち、『行政法』『労働法』『倒産法』は伊藤真監修。
- 『憲法』
- 『民法総則』
- 『物権法』
- 『債権総論』
- 『債権各論』
- 『親族・相続』
- 『刑法総論』
- 『刑法各論』
- 『商法』
- 『会社法』
- 『民事訴訟法』
- 『刑事訴訟法』
- 『行政法』
- 『労働法』
- 『倒産法』

### 法制史
- 石井良助『中世武家不動産訴訟法の研究』1938年。「新版は高志書院から出版されている」
- 石井良助『日本法制史概説』1948年。「改版は創文社から出版されている」